# Musée Clément-Ader
Le musée Clément-Ader ou musée Clément-Ader et les grands hommes est installé à Muret, ville natale d'un des inventeurs de l'aviation : Clément Ader.
Le musée est consacré d'une part à l'histoire de la ville de Muret, avec notamment toute une salle consacrée à la bataille de Muret de 1213, et une autre à son archéologie, et d'autre part, plusieurs salles consacrées aux grands hommes de Muret : le compositeur du XVIIIe siècle Nicolas Dalayrac, le Maréchal Ministre Adolphe Niel, le père de l'aviation Clément Ader, et le Président de la République Vincent Auriol.

## Bâtiment
Le musée est installé dans la villa art-déco de l'ancien Président de la République française, Vincent Auriol, œuvre de l’architecte ariégeois Patrice Bonnet, grand prix de Rome en 1906.

## Collections
La collection présente particulièrement :
- un tableau de François-Louis Dejuinne (1786-1844) représentant Simon de Montfort[1]
- un buste de Dalayrac par Houdon
- des sculptures de Cartellier et de Saint-Jean
- un fonds de partitions musicales
- la reconstitution d'un théâtre du XVIIIe
- du mobilier de la période Napoléon III
- des objets ayant appartenu à Vincent Auriol et Clément Ader
- des caricatures de Sennep et Dubout
- une collection sur le téléphone